# Theosophie
Das Wort Theosophie (von griechisch θεοσοφία theosophía „göttliche Weisheit“) ist eine Sammelbezeichnung für mystisch-religiöse und spekulativ-naturphilosophische Denkansätze, die die Welt pantheistisch als Entwicklung Gottes auffasst, alles Wissen direkt auf Gott bezieht und in dieser Verbindung Gott oder das Göttliche auf einem Weg intuitiver Schauung unmittelbar zu erfahren trachtet. Theosophische Züge finden sich unter anderem in den mystischen Lehren von Jakob Böhme, Friedrich Christoph Oetinger, Paracelsus, Emanuel Swedenborg und Louis Claude de Saint-Martin, der jüdischen Kabbala und der russischen Religionsphilosophie.
Davon ist die unter demselben Namen Theosophie begründete esoterische Lehre der Okkultistin Helena Petrovna Blavatsky (1831–1891) zu unterscheiden.

## Begriffsgeschichte
Das Wort Theosophie ist vermutlich durch Vermischung der Begriffe Theologie und Philosophie entstanden. Schon der im späten 2. und frühen 3. Jahrhundert lehrende Kirchenvater Clemens von Alexandria verwendete das Adjektiv θεόσοφος theósophos. Bei dem Neuplatoniker Porphyrios († 301/305) ist zum ersten Mal die Verwendung des Substantivs θεοσοφία theosophía bezeugt. Porphyrios bezeichnete damit eine auf Göttliches bezogene Weisheit. Er zählte unter anderem die indischen Gymnosophisten zu den „Theosophen“. Spätere neuplatonische Philosophen wie Iamblichos und Proklos sowie Kirchenschriftsteller wie Eusebius von Caesarea nahmen den Begriff auf – teils in der adjektivischen Form. Eusebius bezeichnete das Christentum als die „neue und wahre Theosophie“, und „Theosoph“ wurde ein Ehrentitel von Kirchenvätern.
Einen Sonderfall bildet die sogenannte „Tübinger Theosophie“ (Theosophia Tubingensis), die nach dem Aufbewahrungsort der wichtigsten Handschrift dieses Textes benannt ist. Es handelt sich um eine im späten 5. Jahrhundert entstandene Anthologie von Orakeln oder griechischen Weisheitssprüchen, die häufig durch einen kurzen Kommentar eingeleitet werden. Überliefert ist davon nur ein nach 692 angefertigter Auszug mit dem Titel Orakel der griechischen Götter; der Titel des verlorenen ursprünglichen Textes lautete Theosophia.
In der Renaissance war der Begriff Theosophie in der Bedeutung Offenbarung weit verbreitet. Agostino Steuco zitierte Orakel aus der Tübinger Theosophie.
Friedrich Schiller veröffentlichte 1786 in seinen Philosophischen Briefen die Theosophie des Julius, in der er sich mit dem damaligen Materialismus auseinandersetzte. Im 19. Jahrhundert bezeichnete der katholische Philosoph Antonio Rosmini die Summe seiner Spekulationen als Theosophie.
Im religionswissenschaftlichen Diskurs hat der Begriff Theosophie zwei verschiedene Bedeutungen. In der ursprünglichen Bedeutung bezeichnet Theosophie eine Strömung innerhalb der westlichen Esoterik, die sich bis in das späte 15. Jahrhundert zurückverfolgen lässt. Diese wird konkreter zumeist als abendländisch-christliche Theosophie bezeichnet und zeichnet sich dadurch aus, dass religiöse Erkenntnisse durch individuelle mystische Erfahrung angestrebt werden. In einem weiteren Sinne wurde der Begriff etwa durch Gershom Scholem auf entsprechende Traditionen im Judentum und von Henry Corbin auf islamische Theosophien angewendet.

## Jüdische Theosophie
Der Begriff der Theosophie „spielt vor allem in der Judaistik des 20. Jh. eine bedeutende Rolle“ und gehört zu den zentralen Begriffen in der Erforschung der Kabbala. Diese wurde sowohl von christlichen als auch jüdischen Forschern des 19. Jahrhunderts mit jüdischer Theosophie identifiziert und steht im Mittelpunkt des Werks Franz Joseph Molitors. Gershom Scholem, „der von Molitors Sicht der Kabbala beeinflußt war, wählte den Ausdruck Theosophie zur Bezeichnung zentraler Lehren der jüdischen Kabbala“. Scholem bezeichnete Theosophie als oft missbrauchten Begriff, der eine Etikette für eine moderne Pseudoreligion geworden sei. Gemeint sei mit Theosophie eigentlich „eine mystische Lehre oder Gedankenrichtung, die ein verborgenes Leben wirkenden Gottheit ahnen, erfassen oder beschreiben zu können glaubt. Theosophie statuiert ein Hervortreten Gottes aus der Verschlossenheit seiner Gottheit zu solch geheimem Leben, und sie findet, daß die Geheimnisse der Schöpfung in diesem Pulsschlag des lebendigen Gottes gründen“. Theosophen in diesem Sinne seien auch die christlichen Mystiker Jakob Böhme und William Blake gewesen.
Die Religionen seien entstanden, als der Mensch aus seiner träumerischen Einheit von Mensch, Welt und Gott herausgerissen wurde. Dieser scheinbar ewig unüberschreitbare Abgrund, über den nur Gottes leitende, gesetzgebende Offenbarungen als Stimme dringt, bilde die Ursache und Grunderfahrung aller jüdischen Mystiker. Aus dieser Erfahrung heraus entsteht das mystische Bestreben, innerhalb des sittlich-religiösen Handelns des Einzelnen sowie der Gemeinschaft, die Seele über den Abgrund zur lebendigen Erfahrung der Gotteswirklichkeit zu leiten. Insbesondere die jüdische Theosophie der Chassidim und der Kabbalisten gerät dabei in einen Dauerkonflikt mit der streng monotheistischen Religion eines persönlichen Schöpfergottes einerseits und der Philosophie des Judentums andererseits.
Von Theosophie ist bei Scholem bereits im Zusammenhang mit den Tannaim, deren Lehren den Inhalt der Mischna bilden, die Rede. Ihre Mystik und Theosophie lebe in der Merkaba-Mystik weiter. Diese nennt Scholem in Major Trends in Jewish Mysticism als erste Phase in der Entwicklung jüdischer Mystik vor ihrer Kristallisation in der mittelalterlichen Kabbala. Sie lege eine beinahe bis zum Exzess gehende Emphase auf eine Kombination des Apokalyptischen mit Theosophie und Kosmogonie. Der ihr nahestehenden Hechalot-Literatur jedoch waren theosophische Gedanken laut Scholem unbekannt, wohingegen unter anderem Moshe Idel von theosophischen Vorstellungen im biblischen und talmudischen Judentum spricht.
Der mittelalterliche Chassidismus mit seinem breiteren Spekulationsfeld brachte eine neue Theosophie, das „Mysterium der Einheit Gottes“. Diese neue Theosophie war durchgehend vom Ideal des Chassid, des Frommen, geprägt. Als die drei Grundgedanken der eigenwilligen Theosophie der Chassidim nennt Scholem ihre Konzeption von Kavod (göttlicher Glorie), ihre Idee eines heiligen Cherub auf dem Thron und ihre Konzeption von Gottes Heiligkeit und Größe. Mit der Ausbreitung der spanischen Kabbala verlor die chassidische Theosophie an Boden. Sowohl die chassidische als auch die kabbalistische jüdische Theosophie betrachtete Scholem als Neuerung des mittelalterlichen Judentums, ihr Aufkommen „hing seiner Ansicht nach mit dem Eindringen fremder gnostischer Vorstellungen in das mittelalterliche Judentum zusammen“. Für die Kabbala war laut Scholem die Theosophie neben der Mystik eines ihrer beiden Hauptelemente. Er trennte die spanischen Kabbalisten in eine theosophische und eine insbesondere mit Abraham Abulafia identifizierte, ekstatische Schule, die die Ekstase und die prophetische Inspiration suchte. Diese Unterscheidung griff Moshe Idel auf, der die erstgenannte Strömung jedoch als eine theosophisch-theurgische bezeichnet. Dem Zohar, einem der Hauptwerke der Kabbala, widmete Scholem in Major Trends in Jewish Mysticism zwei Kapitel, von denen das zweite sich dessen theosophischer Doktrin widmete. Den Lebensprozess in Gott selbst mit der monotheistischen Doktrin sowohl der Kabbalisten als auch der übrigen Juden bezeichnet er als Aufgabe der Theoretiker kabbalistischer Theosophie. Scholem zufolge entwickelte der Zohar jüdische Theosophie und mythologischen Symbolismus hin zu einer neuen Stufe des Reichtums, der Sophistikation und der historischen Bedeutung. Nach dem Erlass des Alhambra-Edikts und der Vertreibung der Juden von der iberischen Halbinsel entwickelte sich im Exil die lurianische Kabbala, die Moshe Idel als komplizierteste jüdische Theosophie bezeichnet.
Bei Juda dem Chassid werden ältere mystisch-theosophische Strömungen des Judentums zusammengefasst einsehbar, insbesondere die alte Merkaba-Mystik und verwandte Strömungen, die nachweislich seit dem 9. Jahrhundert über Italien den Zugang zu den deutschen Gemeinden fanden. Im theosophischen Denken der Chassiduth seien Ideen wichtig, die in der Merkaba-Mystik noch nicht vorkämen: die Omnipräsenz und Immanenz Gottes in der Schöpfung (Gott als Weltkraft und Weltgrund) – Gott ist in allem, und alles ist in Gott. Von zentraler Bedeutung ist im jüdisch-theosophischen Denken auch die Idee der „Kabod“ (Glorie Gottes), über die Juda der Chassid ein Buch verfasst hatte, dessen Lehre vor allem von Eleasar ben Juda weitergeführt wurde. Dieser unterscheide zwischen der ersten „inneren“ Glorie der Gottheit (Kabod pereni) und der „sichtbaren“ Glorie. Die innere Glorie sei identisch mit der Schechina und dem heiligen Geist, sei ohne Gestalt, aber mit Stimme. Der Mensch könne sich nicht mit Gott selbst verbinden, aber mit dessen Kabod oder Schechina. Die sichtbare Kabod trete dagegen in sich wandelnden Gestalten und Formen auf (z. B. als Glorie auf dem Thron der Merkaba). Am Zohar entwickele sich eine jüdisch-theosophische Lehre von der heiligen Verbindung des Königs mit der Königin, des himmlischen Bräutigams mit der himmlischen Braut, des göttlichen „Ich“ mit dem göttlichen „Du“. Die theosophischen Ideen traten im späteren Chassidismus hinter seinem Moralideal, der Gebetsmystik, Gebetsmagie und der Bußdisziplin zurück.

## Geschichte der christlichen Theosophie
Die konfessionellen Auseinandersetzungen des sechzehnten Jahrhunderts führten zu einer Ausformung der sich seit der Spätantike unterschiedlich auswirkenden jüdischen, muslimischen und christlichen Mystik, als Grundlage der christlichen Theosophie, der das regen Zulauf bescherte. Die neu entwickelte abendländisch-christliche Theosophie bildete eine Alternative zur „trockenen“ Theologie und hat ihre Wurzeln in den ersten beiden Kapiteln des 1. Korintherbriefs („denn der Geist erforscht alle Dinge, auch die Tiefen der Gottheit“). Der Religionswissenschaftler Antoine Faivre benennt drei charakteristische Züge der modernen abendländischen Theosophie:

„1. Eine Tendenz, über die Beziehungen zwischen Gott (bzw. die göttliche Welt), Natur und Mensch spekulative Diskurse zu führen.
2. Eine Vorliebe für das mystische Element in den geoffenbarten Texten (z. B. in der Bibel).
3. Die Überzeugung, dass ein dem Menschen innewohnendes Vermögen (nämlich die schöpferische Einbildungskraft) ihn befähigt, mit höheren Realitätsebenen in Kontakt zu treten.“

Von den alexandrinischen Kirchenvätern führt ein breiter Strom christlicher Theosophen wie Hildegard von Bingen, Böhme, Gichtel, Pordage, Oetinger, J. M. Hahn, F. von Baader, Schelling bis zu den russischen Sophiologen Wladimir Sergejewitsch Solowjow, Nikolai Alexandrowitsch Berdjajew und Sergei Nikolajewitsch Bulgakow.

### Vier Phasen der protestantischen Theosophie
In der protestantischen Theosophie lassen sich vier Phasen ausmachen:
1. Unter dem Einfluss Martin Luthers entwickelte sich im sechzehnten und siebzehnten Jahrhundert die „klassische“ Theosophie. Zu dieser Bewegung sind Jakob Böhme, Valentin Weigel, Khunrath, Arndt, A. Gutmann, C. von Schwenkfeld, G. Dorn, Johann Georg Gichtel, Gottfried Arnold, John Pordage, Jane Leade, P. Poiret und A. Bourgignon zu rechnen.[24] Als bedeutendster Vertreter und maßgeblicher Begründer der christlichen Theosophie gilt Jakob Böhme (1575–1624).[25] Dessen Schriften basieren auf einer visionären Erleuchtung und daran anknüpfenden mystischen Erfahrungen. Als ein Vorgänger kann Valentin Weigel (1533–1588) gelten, der mystische Traditionen mit Gedanken des Paracelsismus verband. Inwiefern Böhme durch Weigel oder andere Autoren beeinflusst war, ist allerdings unklar. Er selbst trug jedoch maßgeblich zur Ausbildung eines spirituellen Bewusstseins in Deutschland bei und entfaltete dann auch in anderen Ländern eine bedeutende Wirkung. Neben der an Böhme orientierten, mystisch ausgerichteten Theosophie trat im frühen 18. Jahrhundert eine ebenfalls an Böhme und Paracelsus anknüpfende, aber stärker den okkulten Wissenschaften und insbesondere der Magie zuneigende Strömung in Erscheinung, wie sie etwa durch Samuel Richter repräsentiert ist.[26]
2. In der ersten Hälfte des achtzehnten Jahrhunderts entstand eine stärker intellektuell orientierte Theosophie, die weniger visionär ausgerichtet war.
3. In der Vorromantik und Romantik entwickelte sich die stark spekulativ geprägte Theosophie von Louis Claude de Saint-Martin  (1743–1803) und Franz von Baader (1765–1841), die weniger prophetisch war.[24] Eine Sonderstellung nimmt Emanuel Swedenborg (1688–1772) ein, der wie Böhme aufgrund von Visionen zum Mystiker wurde.[27] Innerhalb der theosophischen Strömung blieb er ein Außenseiter, dessen Werke von anderen Theosophen kritisch betrachtet wurden. Auf der anderen Seite erlangte er jedoch eine viel größere Popularität als seine Kritiker und gewann eine zahlreiche Anhängerschaft. Einer der Kritiker Swedenborgs war Friedrich Christoph Oetinger (1702–1782).[28] Er war außer durch Böhme auch stark durch die Kabbala geprägt und vertrat eine eher intellektuelle Richtung. Populärer wurde allerdings sein Zeitgenosse Karl von Eckartshausen (1752–1803), der mit der an Böhme anknüpfenden mystischen Tradition nur noch wenig gemein hatte.[28]
4. Im neunzehnten und zwanzigsten Jahrhundert werden S. Soloview, M. Boulgakov, N. A. Berdjaev und mit Abstrichen Rudolf Steiner (Begründer der  Anthroposophie) (1861–1925), Nikolai Alexandrowitsch Berdjajew (1874–1948), Leopold Ziegler (1881–1958) und Valentin Tomberg (1900–1973) zu den Theosophen gezählt.[24][29]

### Theosophie Jakob Böhmes
Jakob Böhmes Lehre entwickelte sich aus seinem intensiven Ringen um Gottes- und Naturerkenntnis, die sich ihm im mystischen Erleben erfüllte. In seinem ersten Werk Aurora oder Morgenröte im Aufgang schildert er erstmals Ergebnisse seines Innewerdens göttlichen Wesens. Göttliches und Natürliches, Geistiges und Leibliches verschmelzen darin zu einer geschauten Einheit, die er in dem Bild der anbrechenden Morgenröte beschreibt, welches zugleich den Anbruch einer „neuen Reformation“ ausdrückt. In späteren Werken wie seinen Theosophischen Sendbriefen und seinem Hauptwerk Mysterium magnum führt er seine Ansichten weiter aus.
Böhme verstand seine Lehre als ewiges Wissen, das ihm vom alles durchdringenden „Grund und Ungrund“ (Gott, dessen Existenz ohne jeden Grund ist) offenbart wurde. Das Erlebnis dieser Offenbarung nennt er ein „kommen in das Ganze“, das dem Menschen möglich wird, wenn er alles Eigene verlässt und wieder das „göttliche Auge zum Sehen“ bekommt.
Die Vernunft des Menschen gilt ihm als Gehäuse, „darin des wahren Verstandes göttliche Erkenntnis“ ist. Er drückt dies so aus: „Gott hat mir die Weisheit gegeben, nicht Ich, der Ich der Ich bin, weiß es, sondern Gott in mir.“ Wie die göttliche Erkenntnis innerhalb der Vernunft im Menschen wirkt, so wirkt die himmlische Weisheit innerhalb der Natur als allumfassende Offenbarerin des verborgenen Gottes. In der mystischen Lehre vom verborgenen Gott kann eine Parallele zu Martin Luthers theologischer Lehre gezogen werden. Im Unterschied zu Luther jedoch, schaut Jakob Böhme alle Dinge in unmittelbarer Gottdurchdrungenheit, die durch Sophia gesehen werden könne.
Die göttliche Sophia wird im theosophischen System Böhmes auch in Begriffen wie „Auge“ und „Spiegel“ beschrieben, in dem der Ungrund sich selbst erkennt. Dieser Spiegel wird als unoffenbar vorgestellt, und von Böhme als „Spiegelglast“ bezeichnet. Unter „Glast“ versteht er die Schattenfiguren in einem Spiegel. Dieser Spiegel werde offenbar, wenn sich die göttliche Trinität selbst gebiert. So seien in der Weisheit alle Dinge der Natur gespiegelt oder die Weisheit gebäre die Wissenschaft aller Dinge. Diese kann dem Menschen durch Selbstoffenbarung Gottes im Gemüt zugänglich werden. So versteht Jakob Böhme seine Lehre dann auch als „Göttliche Wissenschaft“.
Religionsgeschichtlich kann eine Wurzel für Böhmes theosophische Lehre in der sophianischen Mystik des „apokryphen“, alttestamentlichen „Buch der Weisheit“ gefunden werden, eine Mystik, die durch Böhme kreativ erweitert wird. In der gleichnishaften Darstellung wird Sophia (die Weisheit) als Jungfrau symbolisiert, die mit Adam im Paradies war. Als der Lustgeist dieser Welt sich des Adams bemächtigte, entfloh die Jungfrau Sophia, und Adam bekam Eva zur Gemahlin. Die himmlische Jungfrau wartet nun auf die Rückkehr der Adamskinder zu ihr, um sich mit ihnen in der „Himmlischen Hochzeit“ zu vermählen. Sie ist „die Mutter darin der Vater wirket“. Sie kann als Theosophia oder Christosophia bezeichnet werden. In diesem tiefgehenden, imaginativen Bild kann sich das Selbstverständnis der Theosophie Böhmes erschließen. Durch die mystische Hochzeit gelangt der Mensch in das Paradies zurück, von dem Böhme sagt, es sei in der Natur, lediglich der Mensch sei nicht darin.
Die „himmlische Jungfrau“ war für Böhme nicht nur ein abstraktes Prinzip, sondern lebendige Gestalt, die er nach eigener Aussage schauen, erleben konnte, was einer seiner grundlegenden Idee entspricht: „Es gibt nichts Geistiges ohne Leibliches!“ Sie ist selbst keine Person, doch die Person (das Selbst) des jeweiligen Menschen erscheint in ihr, wie in einem göttlichen Spiegel. Aus der Vereinigung mit der himmlischen Weisheit (gemeint ist eine Vereinigung übergeschlechtlicher Natur, d. h. geistiges Einswerden) sollen seine Einsichten, die er in seinen insgesamt umfangreichen Schriften darlegt, entstanden sein. In seinem Werk Beschreibung der drei Principien göttlichen Wesens schildert Böhme ein solches mystisches Erlebnis der (Theo)Sophia in wuchtiger Dramatik. Jakob Böhme gibt in seinen Schriften einen ausführlichen christlichen Meditationsweg an, welcher den Menschen zur himmlischen Sophia führen soll.

### Theosophie Emanuel Swedenborgs
Emanuel Swedenborg (1688–1772) stellte sein Leben von 1710 bis etwa 1744 in den Dienst am Fortschritt der Wissenschaften und der industriellen Revolution des staatlichen Bergbauwesens Schwedens mit ihren stark belebenden Auswirkungen auf die schwedische Volkswirtschaft. Beide Tätigkeiten Swedenborgs waren religiös motiviert. So verstand er, wie viele seiner Zeitgenossen, die wissenschaftliche Arbeit als Erforschung der Schöpfung Gottes mit den Mitteln der menschlichen Vernunft und lebte eine von Naturerkenntnis getragene Frömmigkeit. Dabei mündete Swedenborgs Forschung philosophisch immer in „Gott, dem Urgrund und Schöpfer alles Seins, alles Lebens und aller Bewegung“ ein. Siehe auch Erste Ursache.
In seinen zahlreichen und umfangreichen Büchern zu allen Gebieten menschlichen Wissens beschreibt er Erkenntnisse und Theorien, zu denen er durch eine lebendige Durchdringung des Wissens seiner Zeit, verbunden mit genauen Beobachtungen der Kräfte in der Natur, gelangte. Auf diese Weise versuchte Swedenborg, die Isolation wissenschaftlicher Einzelerkenntnisse einerseits, und die Getrenntheit universitären Wissens von Leben und Natur andererseits zu überwinden. So begründete er beispielsweise in seinem Werk Principia (1733/34) noch vor Immanuel Kant und Pierre-Simon Laplace die Nebulartheorie über den Ursprung der Erde, und noch vor Wilhelm Herschel die Entdeckung, dass die Sonne Teil des Systems der Milchstraße ist. Er sah das Weltall als geordnetes Ganzes, dessen höchster göttlicher Zweck es sei, den Menschen zu erschaffen und ihn in Freiheit zur Erwiderung der göttlichen Liebe und Weisheit zu führen.
Um die Geheimnisse des Menschen, besonders die der menschlichen Seele zu ergründen, unternahm er umfangreiche Studien (eine ca. 1000-seitige Studie über die Funktionsweise der einzelnen Gehirnzentren). Da er das Wesen der Seele des Menschen nicht wissenschaftlich erklären konnte, führte ihn dies in eine religiöse und wissenschaftliche Krise. In dieser Krise erfuhr er eine Berufungsvision, in der er sich von Christus zur übersinnlichen Erforschung des geistigen Weltalls (Himmel und Hölle) berufen sah. Ab diesem Zeitpunkt behauptete Swedenborg, freien, willkürlichen Zugang zur Welt der Engel und Geister zu haben, zu dem Zweck, die Theologie der „wahren christlichen Religion“, „die Glaubenslehre, welche im gesamten Himmel anerkannt“ sei, den Menschen zu bringen.
Die göttliche Weisheit und göttliche Liebe sind in Swedenborgs Schriften die beiden Wesensmerkmale Gottes. Neben diesen Haupteigenschaften des Urgrundes, werden die Attribute Gottes Einheit, Allgegenwart, Allmacht, Allwissenheit, Unendlichkeit und Ewigkeit genannt. Weisheit und Liebe werden als untrennbar eins beschrieben: „Die göttliche Liebe gehört der göttlichen Weisheit an, und die göttliche Weisheit der göttlichen Liebe“. In Swedenborgs Entsprechungslehre wird Gott (Christus als geistige Sonne geschaut) in Entsprechung zur natürlichen Sonne gesetzt. Wie die Strahlen der natürlichen Sonne vom Menschen als Licht und Wärme wahrgenommen werden, so werde die geistige Sonne als geistiges Licht (= die göttliche Weisheit) und als geistige Wärme (= die göttliche Liebe) in der „Welt der Geister“ erlebt. Die göttliche Weisheit und Liebe sei Substanz und Form, welche sich in das geschaffene Weltall ergießt. Engel, Geister (Menschen ohne physischen Körper) und Menschen sind nach Swedenborg Aufnahmegefäße dieses göttlichen Stromes. Daher werde das Leben eines jeden Menschen und vor allem auch seine Entwicklung nach dem Tod davon bestimmt, wie viel er von dieser Weisheit und Liebe in freiem Wollen in sich aufnehme. Da die Wesen in ihrem Willen frei seien, könnten sie sich auch gegen die göttliche Weisheit und Liebe entscheiden, indem sie sich, anstatt den „himmlischen“ Formen der Liebe, der Gottesliebe und Nächstenliebe (= Altruismus), den „höllischen“ Formen der Liebe, der „Weltliebe“ und „Selbstliebe“( = Selbstsucht) zuwenden.
Swedenborg unterscheidet zwischen einem inneren (geistigen) und einem äußeren (natürlichen) Menschen. Der geistige Mensch sei „im Glanz des Himmels“, er werde in der Lehre Christi lebendig genannt. Der natürliche Mensch, welcher bloß im Licht der Welt sei, wird „tot“ genannt. Der innere Mensch sei ein „Engel des Himmels“ und der Mensch dazu bestimmt, dieser Engel in seinem Inneren zu werden, indem er die göttliche Weisheit und Liebe lebe. Swedenborg postulierte einen ewigen Fortschritt aller Wesen in Wachstum und Entfaltung der göttlichen Weisheit und Liebe. Alle Engel seien früher einmal Menschen gewesen und hätten sich durch Liebestätigkeit hinauf entwickelt. Besonderes Aufsehen und Widerwillen der schwedischen Reichskirche rief die mit geistiger Schau begründete Lehre hervor, dass im Himmel nicht nur Christen, sondern auch Nichtchristen und Heiden anzutreffen seien, da Gott nicht auf die Glaubensüberzeugungen sehe, sondern darauf, ob der jeweilige Mensch im Guten der himmlischen Liebe sei. Der Swedenborg-Anhänger Charles Bonney, Mitglied der Chicagoer Swedenborg Church, begründete daher 1893 anlässlich der Weltausstellung in Chicago das erste Weltparlament der Religionen. Er wollte die materialistische, triumphale Weltindustriemesse durch ein spirituelles Welttreffen der Religionen ergänzen.